# São Pedro do Paraná
São Pedro do Paraná est une municipalité brésilienne située dans l'État du Paraná.